# Demar Phillips
Demar Phillips (* 23. September 1983 in Kingston) ist ein jamaikanischer ehemaliger Fußballspieler.

## Leben
Phillips besuchte die Seaforth High School und spielte in der Jugend für den Bull Bay FC, bevor er zum jamaikanischen Hauptstadtclub Waterhouse FC wechselte.

### Vereinskarriere
Phillips begann seine Profikarriere im Jahr 2003 beim jamaikanischen Erstligisten Waterhouse FC. Mit Waterhouse gewann er in der Saison 2005/06 den jamaikanischen Meistertitel. Er war dort bis 2007 aktiv, zur Saison 2007/08 wechselte er dann zum englischen Verein Stoke City, der in dieser Saison den Aufstieg in die Premier League schaffte. Auch 2008/09 spielte Phillips für Stoke City, kam dort allerdings in den beiden Jahren nur zu insgesamt vier Einsätzen, davon zwei in Pokalspielen. 2009 wechselte er nach Norwegen zum Aalesunds Fotballklubb.
In Phillips erstem Jahr für den Aalesunds FK erreichte der Verein das norwegische Pokalfinale, das am 8. November 2009 im Ullevaal-Stadion in Oslo ausgetragen wurde. Phillips wurde in der Verlängerung des Spiels in der 102. Spielminute beim Stand von 1:2 für Trond Fredriksen eingewechselt. Nachdem in der 115. Minute noch der Ausgleich für Aalesund fiel, kam es zum Elfmeterschießen. Phillips verwandelte einen der Elfmeter, Aalesunds FK gewann das Spiel (2:2 n. V; 5:4 i. E.) und Phillips wurde norwegischer Pokalsieger.
Mit Aalesund spielte er von 2009  bis 2014 in der Tippeliga, der höchsten norwegischen Spielklasse, und kam dort zu 120 Einsätzen, bei denen er zwölf Tore erzielte. In der Saison 2011 konnte er mit seinem Team den Pokalerfolg wiederholen.
Anschließend wechselte er in die Major League Soccer zu Real Salt Lake; bis 2018 kam er dort auf 66 Einsätze. 2017/18 wurde er zu den Real Monarchs in die 2. US-Liga verliehen, absolvierte aber nur drei Spiele. 2019 wechselte er fest zum US-Zweitligisten Austin Bold, wo er seine Karriere beendete.

### Nationalmannschaft
Für die jamaikanische Fußballnationalmannschaft spielte Phillips ab 2006. Er gehörte dem Aufgebot beim CONCACAF Gold Cup 2009 an und wurde in allen drei Spielen der Gruppenphase eingesetzt, über die Jamaika bei dem Turnier nicht hinauskam. Auch beim CONCACAF Gold Cup 2011 spielte er für sein Heimatland. Durch seine zwei Tore beim 2:0 gegen Guatemala am 10. Juni 2011 sicherte er seinem Team den Einzug ins Viertelfinale.
Phillips erzielte bei insgesamt 72 Einsätzen zwölf Tore für die jamaikanische Nationalmannschaft.